# Cyril Étesse
 (février 2025).
Motif : Pas assez de sources secondaires centrées montrant la notoriété.
- Archive Wikiwix
- Bing
- Cairn
- DuckDuckGo
- E. Universalis
- Gallica
- Google
- G. Books
- G. News
- G. Scholar
- Persée
- Qwant
- (zh) Baidu
- (ru) Yandex
- (wd) trouver des œuvres sur Wikidata

| 1. | Préciser le motif de la pose du bandeau. | Précisez le motif de la pose du bandeau en utilisant la syntaxe suivante : {{admissibilité à vérifier\|date=août 2025\|motif=remplacez ce texte par le motif}}                    |
| 2. | Informer les utilisateurs concernés.     | Pensez à avertir le créateur de l'article, par exemple, en insérant le code ci-dessous sur sa page de discussion : {{subst:avertissement admissibilité à vérifier\|Cyril Étesse}} |

Cyril Étesse est un comédien et humoriste français né le 21 juin 1975 à Marseille (Bouches-du-Rhône). D'avril 2012 à juin 2014, il se fait connaître du grand public pour avoir participé régulièrement à l’émission On n'demande qu'à en rire de Laurent Ruquier, sur France 2, tout comme Sandra Zidani et Antonia de Rendinger.

## Biographie
Cyril Étesse interprète ses premiers sketchs au collège lors de spectacles de fin d’année qu’il anime et où il imite ses professeurs. Il poursuit sa scolarité avec des études en publicité et arts graphiques.
En août 1998, il fait la première partie du duo comique Les Atrophiés, lauréat du prix du public du festival de Villeneuve 98, avec lequel il fait vraiment ses premières armes. En 1999, il crée son premier spectacle solo, Je ne viens pas d’un boy’s band !, qu’il joue dans divers cafés-théâtres et salles de spectacles. Il s’attèle en 2007 à l’écriture d’un nouveau spectacle, Shaolin ?, qu'il décrit comme « plus personnel et original ».
Anthony Joubert, son ami de longue date, lui propose de le mettre en scène et l’amène à revoir la construction du spectacle en l’axant davantage sur l’énergie et le rythme. À l’image des moines maîtres en arts martiaux, le spectacle est rythmé par des moments de folie, de rapidité et des moments de calme et décontraction.
Il présente alors comme bande annonce un film parodique du clip Thriller de Michael Jackson, Shaolin Zombie, pour se démarquer des autres BA d'humoristes habituellement vues sur Internet. Hormis sur scène, Cyril Etesse se produit à la télévision, assure la première partie de Charlotte de Turckheim, Titoff, Michaël Grégorio ou Patrick Bosso. Il est un habitué de festivals du rire tels Puy Saint Vincent, Le Train des Talents ou L’Humour en Capitales, anciennement Paris fait sa Comédie. Cyril Étesse est lauréat de plusieurs récompenses.
Entre 2010 et 2012, il participe au Marseille Comedy Club. Du 24 avril 2012 au 27 juin 2014, il l'a permis de connaître dans toute la France en participant régulièrement à l'émission On n'demande qu'à en rire, présentée par Laurent Ruquier. Son troisième passage sur le thème « La chasse aux rats est ouverte » est remarqué par les médias car il y imite les membres du jury de façon convaincante et obtient une note de 97/100 points,.
Il devient pensionnaire de l'émission quotidienne en s'illustrant le plus souvent avec des personnages surexcités, au débit très rapide, inspirés entre autres par Louis de Funès, qui est son modèle et à qui il a rendu hommage dans son vingtième passage pour l'émission.
En 2016, il est choisi par l'humoriste Smaïn pour faire partie du spectacle Bonne année toute l'année qui se jouera pour une exceptionnelle le 30 juin au théâtre du Gymnase, avec Smaïn, Benjy Dotti, Anthony Joubert, Alexandre Barbe et Terry Cometti.
En 2019, en parallèle de son spectacle solo qui poursuit son chemin, il écrit sa première comédie, véritable hommage à Louis de Funès, les pieds nus dans la neige destinée à une nouvelle grande tournée fin 2019 avec son ami comédien Antony Vincent.

## Scène

### Théâtre
- 1987 : Knock : rôle principal
- 1990 : Trivial Pursuit
- 1991 : Y'a d'l'abus ! - Théâtre du lycée Chevreul - Marseille
- 2000 : The spectacle the most naze of the Côte d’Azur - Troupe comique « The Fabulouzes » - Cannes
- 2016 : Bonne Année Toute l'Année - Avec Smaïn et la troupe BATLA - PARIS
- 2019 : Les pieds nus dans la neige - Avec Antony Vincent. Tournée en France Suisse Belgique

### Spectacle
- 1999 : Je ne viens pas d’un boy’s band !
- 2007 : Shaolin ?
- 2016-2017 : Le temps des Monstres
- Depuis 2024 : Monolithe

## Radio
- 2000 : Rire et Chansons
- 2017 : Les Grosses Têtes (depuis le 8 décembre)

## Filmographie

### DVD
- 2005 : les Maîtres de l'Univers, les films, Bonus
- 2010 : Grappler Baki, Doublage

### Télévision
- 2001 : Résident débile, Game One
- 2003 : Les Coups d'humour, TF1
- 2004 : RD2, Game One
- 2009 : Vous avez du talent, IDF1
- 2009 : Pliés en 4, France 4
- 2011 : Les Nouveaux Talents du Rire, Comédie!
- 2012 - 2014 : On n'demande qu'à en rire, France 2[19]
- 2017 - 2020 : Draculi & Gandolfi de Guillaume Sanjorge : Bûcheron Etoun[20].
- 2021 : Plus belle la vie, France 3 : le propriétaire de l'appart d'Estelle[21].
- 2021 : Les Super (Très) Vilains, YouTube : Réalisateur de la série / Rôle de Kurenaï Tako[22].
- 2025 : Léo Mattéï, Brigade des mineurs, TF1 : Gardien du foyer (saison 12)[23].
- 2025 : Plus belle la vie, encore plus belle, TF1 : le directeur du réservoir d'eau (épisode 401)

### Cinéma
- 2015 : Monsieur Cauchemar (Jean-Pierre Mocky) : le conducteur de camion[24]
- 2017 : Les 4 sales locataires (Cyril Etesse) / Court métrage : Mathis le peintre
- 2019 : Martial. 12 années de perdues... (Cyril Etesse) / Court métrage : Docteur Erwan Glauque

## On n'demande qu'à en rire
| 1 | J'habite à côté d'un volcan                     | 24 avril 2012   | 66 |
| 2 | Le T-Rex, le plus féroce des animaux terrestres | 18 mai 2012     | 81 |
| 3 | La chasse aux rats est ouverte                  | 20 juin 2012    | 97 |
| 4 | Harcèlement sexuel par les pieds                | 26 juillet 2012 | 88 |

| 5       | Un papillon mutant de Fukushima                                                                                       | 6 septembre 2012  | 78                                         |
| 6       | Le gagnant de l'Euro Millions veut réunir les Guns N' Roses                                                           | 14 septembre 2012 | 88                                         |
| 7       | Hommage au « Gendarme de Saint-Tropez » (participation de Nicole Ferroni et Vérino)                                   | 20 septembre 2012 | 87                                         |
| 8       | Les vampires sont à la mode (participation des Décaféinés)                                                            | 8 octobre 2012    | 70                                         |
| 9       | Arrêtez de détruire l'image de Marseille (participation de Anthony Joubert et Ambroise Michel)                        | 12 octobre 2012   | 76                                         |
| 10      | Halte aux colliers de dentition (participation de Julie Villers)                                                      | 30 octobre 2012   | 17/20 (Téléspectateurs)                    |
| 11      | Les jardins de l'Élysée ouverts au public (participation de Rémi Deval)                                               | 9 novembre 2012   | 71                                         |
| 12      | Les Français de plus en plus accros aux bonbons (participation de Donel Jack'sman)                                    | 16 novembre 2012  | 64                                         |
| 13      | Ouverture du secrétariat du Père Noël                                                                                 | 22 novembre 2012  | 65                                         |
| 14      | Je recompte les bulletins de l'UMP (participation d'Aymeric Lompret et d'Ahmed Sylla)                                 | 13 décembre 2012  | 62                                         |
| 15      | Un dompteur et son lion                                                                                               | 18 décembre 2012  | 82                                         |
| 16      | L'Esperanto, langue mondiale !                                                                                        | 14 janvier 2013   | 82                                         |
| 17      | Pourquoi je refuse la légion d'honneur                                                                                | 18 janvier 2013   | 85                                         |
| 18      | Le chanteur mangeur de poissons (participation de Donel Jack'sman et d'Ahmed Sylla)                                   | 30 janvier 2013   | 74                                         |
| 19      | Je suis bipolaire | 21 février 2013   | 63                                         |
| 20      | Hommage à Louis de Funès (participation de Jean Claude Muaka)                                                         | 26 février 2013   | 92                                         |
| 21      | Un grand chef fête sa 3e étoile                                                                                       | 4 mars 2013       | 61                                         |
| 22      | C’est moi le roi du shaker (participation de Anthony Joubert)                                                         | 19 mars 2013      | 68                                         |
| 23      | Les femmes sont plus bavardes que les hommes (participation de Donel Jack'sman, Julie Villers, Paco et Karine Lambin) | 25 mars 2013      | 66                                         |
| 24      | Je commente la F1 (participation de Nicole Ferroni)                                                                   | 27 mars 2013      | 61                                         |
| 25      | La maison aux meubles qui bougent (participation de Sacha Judaszko)                                                   | 15 avril 2013     | 67                                         |
| Prime 5 | Parodie d'"On n'est pas couché"                                                                                       | 23 avril 2013     | 160/200 (Jury : 76 - Téléspectateurs : 84) |
| 26      | C'est le jaune qui se vend le plus en peinture                                                                        | 7 mai 2013        | 71                                         |
| 27      | Terrasse de café à ma place de stationnement (participation de Sacha Judaszko et Anthony Joubert)                     | 14 juin 2013      | 60                                         |
| 28      | Le retour de Calimero                                                                                                 | 24 juin 2013      | 71                                         |

| 29 | Les touristes chinois, des visiteurs très attendus (participation de Karim Duval)              | 11 avril 2014 | 75               |
| 30 | Aubert chante Houllebecq (participation de Jean-Louis Aubert)                                  | 30 avril 2014 | 67               |
| 31 | Anniversaire du droit de vote pour les femmes                                                  | 15 mai 2014   | BUZZ (Repêchage) |
| 32 | Le monde entier aime les pompiers (participation d'Anthony Joubert)                            | 21 mai 2014   | 62               |
| 33 | Le retour de Don Quichotte (participation de Pascal Rocher, Nicole Ferroni et Anthony Joubert) | 27 juin 2014  | 78               |

Le 25 juillet, il fait un sketch en duo (il reste pendant la totalité du sketch) avec Anthony Joubert : Choisir un bon lycée dans le palmarès ( Ils obtiennent la note de 76/100 )
Son record personnel est de 97/100.
Pour son 30e passage, il crée la surprise en invitant sur son sketch le chanteur Jean-Louis Aubert avec qui il interprète en live à la guitare la chanson Isolement de l'artiste.

## Distinctions
- 1er prix du Festival du rire de Cabasse - octobre 1998
- Finaliste du 1er Festival du rire de La Ville-Dieu-du-Temple - 1998
- Finaliste du Festival du rire de Vitrolles - 2003
- 2e finaliste du Festival d’humour en ligne sur sfrjeunestalents.fr - mars 2007
- Finaliste de la tournée organisée par laroutedurire.com - Toulouse - juin 2007
- 1er prix du jury - Festival du rire Arts Burlesques de Saint-Étienne - février 2008
- Prix du public internet/France 3 des Feux de l'humour - Plougastel - mai 2009
- Trophée Ticky Holgado : coup de cœur - février 2010
- Grand prix du jury des professionnels - Festival international du rire de La Ville-Dieu-du-Temple - mars 2010
- Prix de la municipalité - Festival international du rire de La Ville-Dieu-du-Temple - mars 2010
- Prix du jury et Prix du public - Festival du rire de Sénas - Théâtre de l’Eden - mai 2010
- Finaliste des rails de l’humour - mai 2010
- Prix du public (Juste pour rire / IDTGV) - Studio des Champs-Élysées, Paris - mai 2010
- 1er prix du Festival du rire d’Ajaccio le Pont de l'humour - juillet 2010
- Vainqueur des 7es Victoires du rire du pays d’Aix - avril 2011
- Prix du public et demi-finaliste - Le plus grand casting du rire (Juste pour Rire) - juin 2011
- Prix MSN (public sur internet) - Festival humour en capitales, Paris (présenté par Laurent Ruquier) - juin 2011.